# 泉山七福神巡り
泉山七福神巡り（せんざんしちふくじんめぐり）は、京都府京都市東山区の泉涌寺（せんにゅうじ）山内の7ヵ所の塔頭（山内寺院）で、毎年1月の第2月曜日（成人の日）に開催されている七福神めぐりの行事である。

## 概要
七福神信仰は室町時代の京都が発祥とされ、それが次第に日本各地に拡がっていったといわれる。正月に参詣すると福がもたらされるという。泉山七福神巡りは1951年（昭和26年）より毎年成人の日に行われており、新春恒例の行事として年々盛大になっているとされる。当日は一番目の即成院にて授与される福笹を持って、吉兆を表す縁起物を福笹につけながら泉涌寺道沿道の塔頭を順に参拝していく人で、例年多くの人出がある。また、番外を含めた9ヵ所では七福神巡りの朱印を授与しており、これを福笹と合わせて集めて廻る人も少なくない。開催される時間は、朝8時より夕方16時頃までである。

## 泉山七福神巡りの一覧
| 番号 | 塔頭         | 神         | 福徳               | 所在地                     |
| ---- | ------------ | ---------- | ------------------ | -------------------------- |
| 一番 | 即成院       | 福禄寿     | 長寿・幸福         | 京都市東山区泉涌寺山内町28 |
| 二番 | 戒光寺       | 弁財天     | 商売繁盛・芸能上達 | 京都市東山区泉涌寺山内町29 |
| 番外 | 新善光寺     | 愛染明王   | 敬愛和合           | 京都市東山区泉涌寺山内町31 |
| 三番 | 今熊野観音寺 | 恵比寿     | 商業繁栄・海運守護 | 京都市東山区泉涌寺山内町32 |
| 四番 | 来迎院       | 布袋尊     | 知足福・家業繁盛   | 京都市東山区泉涌寺山内町33 |
| 五番 | 雲龍院       | 大黒天     | 福徳               | 京都市東山区泉涌寺山内町36 |
| 番外 | 泉涌寺本坊   | 楊貴妃観音 | 良縁・諸願成就     | 京都市東山区泉涌寺山内町27 |
| 六番 | 悲田院       | 毘沙門天   | 財宝自在           | 京都市東山区泉涌寺山内町35 |
| 七番 | 法音院       | 寿老人     | 長寿・健康         | 京都市東山区泉涌寺山内町30 |